# Yahya Abdul-Mateen II

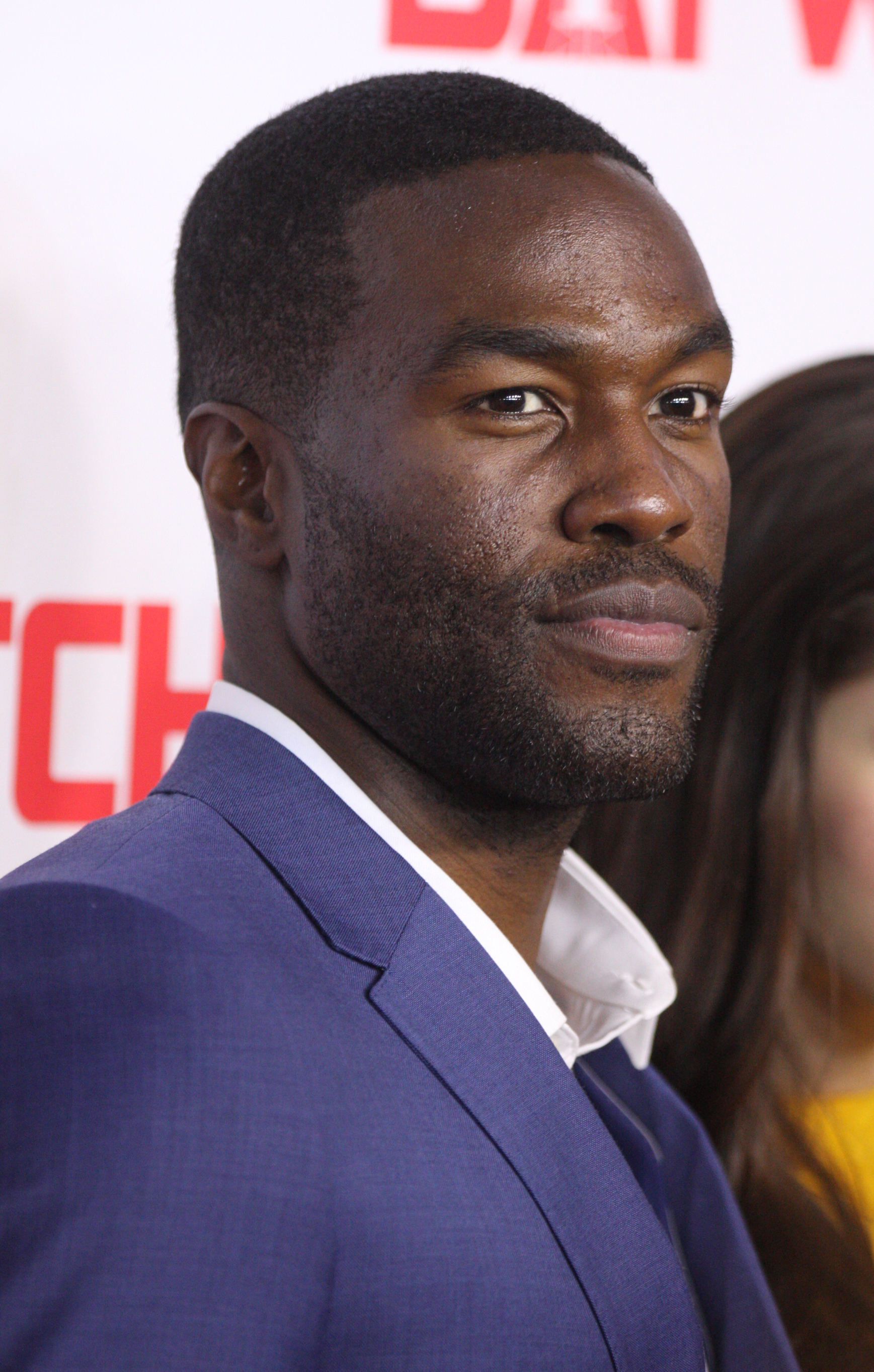
Yahya Abdul-Mateen II (2017)

Yahya Abdul-Mateen II (ur. 15 lipca 1986 w Nowym Orleanie) – amerykański aktor, który wystąpił m.in. w filmie Aquaman i serialu Watchmen, za rolę w którym dostał Nagrodę Emmy.

## Filmografia

### Filmy
| Rok  | Tytuł                         | Rola                     | Uwagi       |
| ---- | ----------------------------- | ------------------------ | ----------- |
| 2012 | Crescendo                     | Yahya                    | krótkometr. |
| 2017 | Zniknięcie Sidneya Halla      | Duane Jones              |             |
| 2017 | Baywatch. Słoneczny patrol    | Sierż. Garner Ellerbee   |             |
| 2017 | Król rozrywki                 | W.D. Wheeler             |             |
| 2018 | Pierwsza walka                | Darrel                   |             |
| 2018 | Granice                       | Serge                    |             |
| 2018 | Aquaman                       | David Kane / Black Manta |             |
| 2019 | To my                         | Russel Thomas / Weyland  |             |
| 2019 | Sweetness in the Belly        | Aziz                     |             |
| 2020 | Cały dzień i noc              | Big Stunna               |             |
| 2020 | Proces Siódemki z Chicago     | Bobby Seale              |             |
| 2021 | Candyman                      | Anthony McCoy / Candyman |             |
| 2021 | Matrix Zmartwychwstania       | Morfeusz                 |             |
| 2022 | Ambulans                      | Will Sharp               |             |
| 2023 | Aquaman i Zaginione Królestwo | David Kane / Black Manta |             |

### Telewizja
| Rok       | Tytuł               | Rola                                       | Uwagi                   |
| --------- | ------------------- | ------------------------------------------ | ----------------------- |
| 2016–2017 | The Get Down        | Clarence „Cadillac” Caldwell               | 11 odc.                 |
| 2018      | Opowieść podręcznej | Omar                                       | 1 odc.                  |
| 2019      | Czarne lustro       | Karl                                       | odcinek Striking Vipers |
| 2019      | Watchmen            | Cal Abar / Jon Osterman / Doktor Manhattan | 8 odc.                  |